# Jurmo
För andra betydelser, se Jurmo (olika betydelser).
Jurmo är en ö i Finland som hör till Korpo i Pargas stad. Ön är huvudön till Jurmo by. Jurmo ligger sju nautiska mil nordost om Utö och har en liten bosättning av cirka 10 personer året runt. På somrarna ökar antalet invånarna mycket mer.
Åbo Ornitologiska Förening har haft en fågelstation på Jurmo sedan 1962. Jurmo fågelstation samlar vetenskapligt nyttig och användbar data för ekologisk forskning. Stationen ringmärker fåglar och följer flyttfåglar och fåglar som stannar för att för att rasta, beta och häcka på själva Jurmo och mindre kloter och stenar kring ön.
Jurmo ö är cirka 5 km lång och 1 km bred. Museiverket har listat Jurmo by som en värdefull byggt kulturmiljö som en del av Väståbolands utskärs bybosättning.

## Historia
Avlång Jurmo bildades under sista istiden och ön är faktiskt en avlägsen fortsättning till den tredje Stängselåsen. Namnet Jurmo tros att härstamma från finska ordet Juurimaa (Rotlandet). Jurmo omnämndes första gången på 1200-talet i danska intiariet som är en nedtecknad text på latin om Kung Valdemars segelled från Danmark till Reval (Tallinn). 
Naturresurserna lockade människor till Jurmo. Jurmos läge mellan hav och land, mellan öst och väst gjorde att den by som växte fram tidigt blev en knutpunkt för sjöfarare, jägare och fiskare från stora områden.
När det svenska statsbildningen och kristendomen befäste sina positioner behövdes trygga färdvägar österut, pålitliga undersåtar i Finska skären och fisk. Fisk var fastemat under den katolska tiden och mat åt befolkningen i den växande Stockholm. Det sägs att biskop Henrik, Finlands nationalhelgon, vistades på Utö, som vid den tiden hörde till Jurmo. Han omvände folket som fiskade i skären till kristendomen och byggde ett kapell som senare flyttades till Jurmo.

### Gustav Vasa och Jurmo
Gustav Vasa nämns i den mest kända sägnen från Jurmo. Det berättas att jurmoborna tände villeldar och lockade fartyg i sank. För att få ett slut på vrakplundringen skall kungen ha sänt knektar till Jurmo som tände eld på den skog som sägs ha vuxit på ön och dödade jurmoborna. Endast den ensamma tallen i öster klarade sig från branden. Den här tallen fungerade långt som en landmärke till sjömän. Tallen dog i stormen den 1 november 2001. Enligt sägnen låt kungen flytta nytt, fredligt folk till ön. Nuförtiden finns det en tallskog på Jurmo som planterades på 1930-talet.

### Gårdar och storskiftet
Det finns fyra gamla gårdar på Jurmo; Bengtfolks, Lassfolks, Bondas och Norrgrannas. Namnen kan härledas tillbaka till 1500-talet. Det har funnits flera gårdar på Jurmo. Från platsen som heter Östanby fanns två gårdar varifrån man troligen flyttade till Utö vid mitten av 1700-talet för att bli lotsar. Båtsmans gården och Lillstu kan anknytas till båtsmän och torpare som bodde på Jurmo ännu under 1800-talet.
Jurmo är den sista byn i Finland där storskifte förrättades; storskiftet på Jurmo var klart den 1 februari 1990. Det mesta av landarealen delades mellan de fyra gårdarna och nationalparken. Byns vattenområden är fortfarande oskiftade. Att Jurmo så länge var en samfällighet förklarar varför utskäras typiska, samlade byggnadsskick bevarades i byn. Marken reserverades sedan gammalt för djurens bete. Ingen fick bygga hus utanför sin egen tomt utan övriga delägares lov.
Unikt för Jurmo är att all bebyggelse är koncentrerad till bykärnan och hamnplatserna. Så länge jurmobornas ekonomi var uppbyggd på traditionellt sätt behövde varje gård ett tiotal hus för olika ändamål. Förutom boningshuset hörde olika uthus, som fähuset, rökbastun, lador, bodar och landhus till gårdens byggnadsbestånd. I landhusen förvarades fiskbragder, tunnor med saltfisk etc. Tidigare hade varje gård också egen kvarn. Endast Norrgrannas väderkvarn står kvar nuförtiden. I havsbandet hade jurmoborna ett gemensamt hus för övernattning i samband med jaktfärder bland vårisarna.

### Kapellet
På Jurmo finns en liten kyrka som byggdes 1846 av invånarna från Jurmo, Björkö och Utö gemensamt. Några föremål inne i kapellet är ändå mycket äldre; votivskeppet, som mejslades av sjöman från Jurmo, är från 1700-talet. En del av ett relikvarium är daterad till cirka 1350. Också predikstolen och skulpturen som föreställer Sankt Anna är äldre än själva kapellbyggnaden. I kapellet finns också en postilla som trycktes av Peter Hansson i Åbo år 1661.

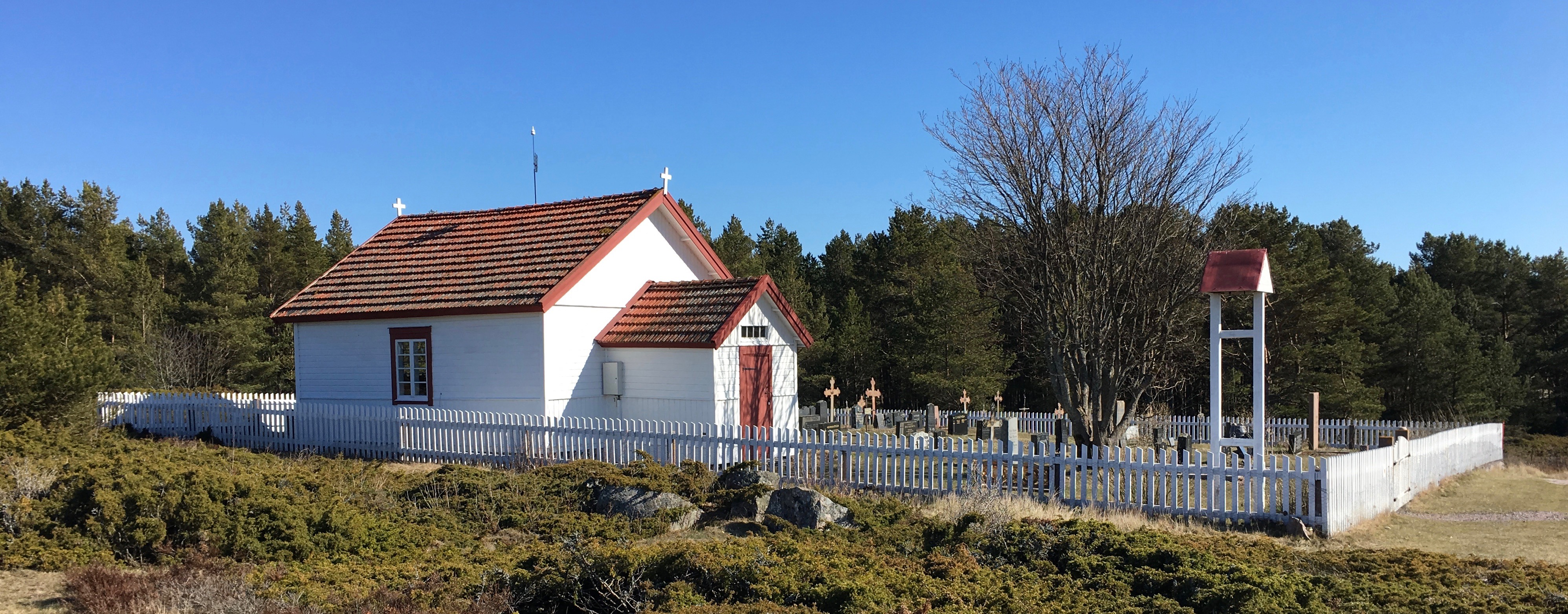
Jurmo kyrka

### Jurmobornas år
Jurmobornas arbetsår styrdes av årstidernas växlingar, av väderleken och av principen om att allting skulle tas till vara. Man utförde samma sysslor vid ungefär samma tider på dygnet och under året. Det var skillnad på kvinnofolks- och karlfolksarbete. Kvinnorna var bundna till hemmet och av djuren. De var med i fisket, men jakten var männens område. En pojke måste tidigt lära sig fiska, jaga och känna ägorna.
Vilan och högtiderna var välkomna avbrott i jurmobornas fysiskt tunga och enahanda arbete. Fortfarande är Kyrksöndagen årets viktigaste dag på Jurmo. Den är "av ålder" fastställd till andra söndagen i juli. Då fylls kapellet till sista plats. Även folk från andra skärgårdsbyar och båtturister kommer att uppleva sommarens gudstjänst på Jurmo. 

#### Prästsegel
Korpo prästerskapets resor till utskuren är kända sedan 1600-talet. Före telefonernas tid hissade jurmoborna ett segel på Hemberget i bykärnan så fort prästen steg i land. Prästseglet bekräftade för folket i grannbyarna att det skulle bli gudstjänst på Jurmo. Prästkvarteret cirkulerade, liksom holmlotterna och fiskevattnen, på Jurmo. Vart fjärde år höll samma gård präst ock klockare med mat och husrum.

### Elkraft
Jurmo anslöts till Västkrafts elnät hösten 1996. För projektens finansiering svarade Europeiska Unionen, Försvarsministeriet, Sjöfartsdistriktet, Sjöbevakningen och Handels- och Industriministeriet. Projektet förverkligades av Lounais-Suomen Sähkö Oy och Suomen Voimatekniikka Oy.

## Ekonomi och näringsliv
Fisket har genom tiderna varit hörnstenen för jurmobornas ekonomi. Det åboländska utskärsfisket följde samma mönster från medeltiden fram till 1920-talet, tills båtmotorn allmänt togs i bruk. Under perioden med öppet vatten satte man ut skötar nästan dagligen så länge det fanns en marknad för salt strömming. Vackra sommardagar fiskade man torsk med lina om hemlandet.

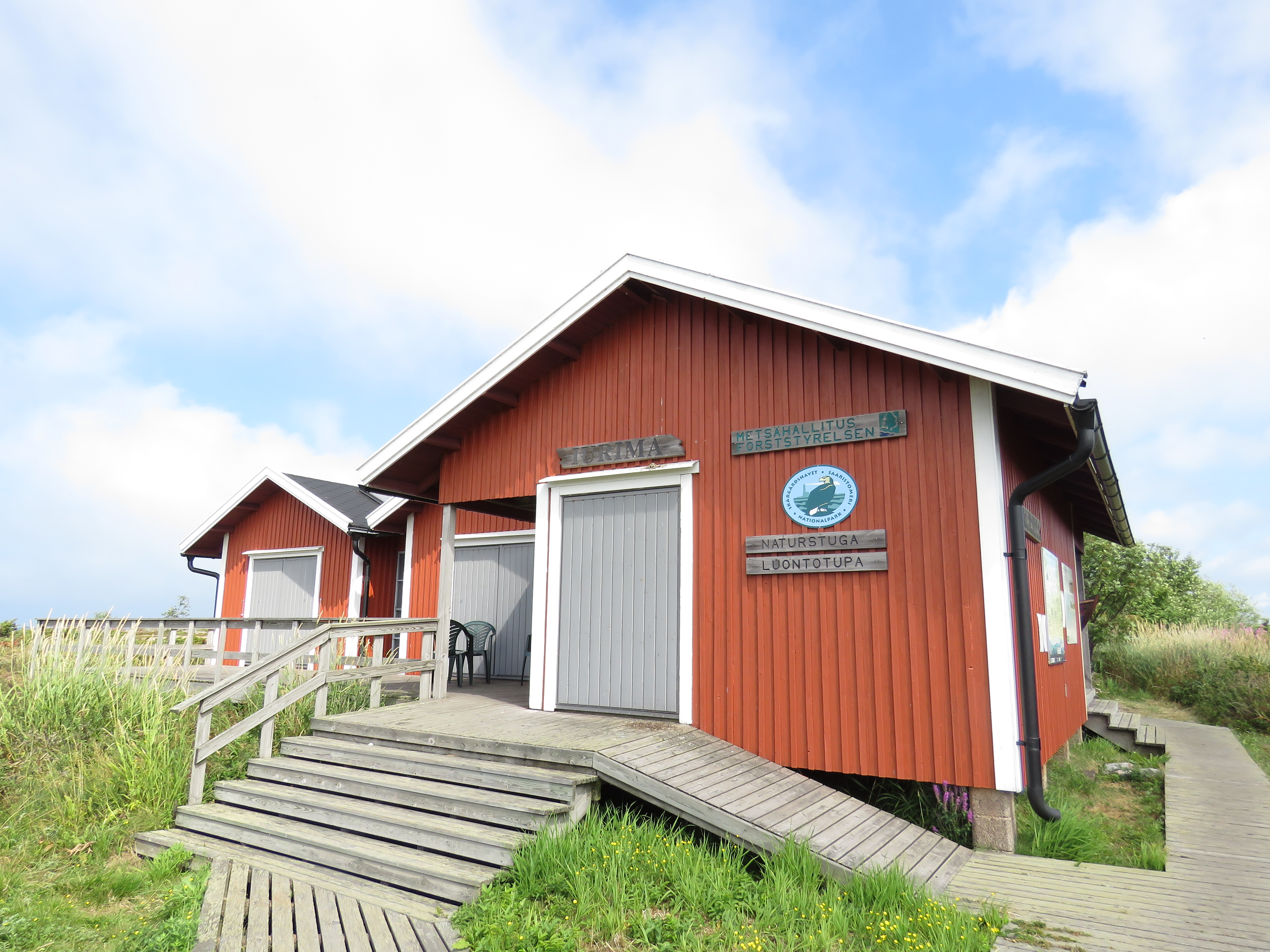
Iurima stugan på Jurmo

Så småningom minskade efterfrågan saltströmming. Kunderna vill hellre ha färsk fisk. På 1930-talet levererade fiskuppköpare abborre från Jurmo till fastlandet varje dag under säsong. Ett par årtionden senare blev det uppsving för vassbuksfisket. Sik och gädda har också varit avsalufisk. Flunderfisket fick en kommersiell betydelse på Jurmo först sommaren 1972, då Per Mattsson började sälja rökta flundror åt båtturisterna i hamnen.
Nuförtiden lever ön från turism. Jurmo har en gästhamn för cirka 80 båt samt med sommarkafé och en liten butik.

## Natur
Jurmos jordmån är karg och fullt av sten. Likväl har ön exceptionellt många olika slags av djur och växter. Jurmo anses att vara den mest värdefulla ön i hela Skärgårdhavets nationalpark även om bara en del av ön tillhör nationalparken.
Jurmo har en mycket speciell natur med sandåsar och myrar som är viktiga för flera fågelarter. Den anses vara den sista utlöparen av den tredje ändmoränen Stängselåsen III.

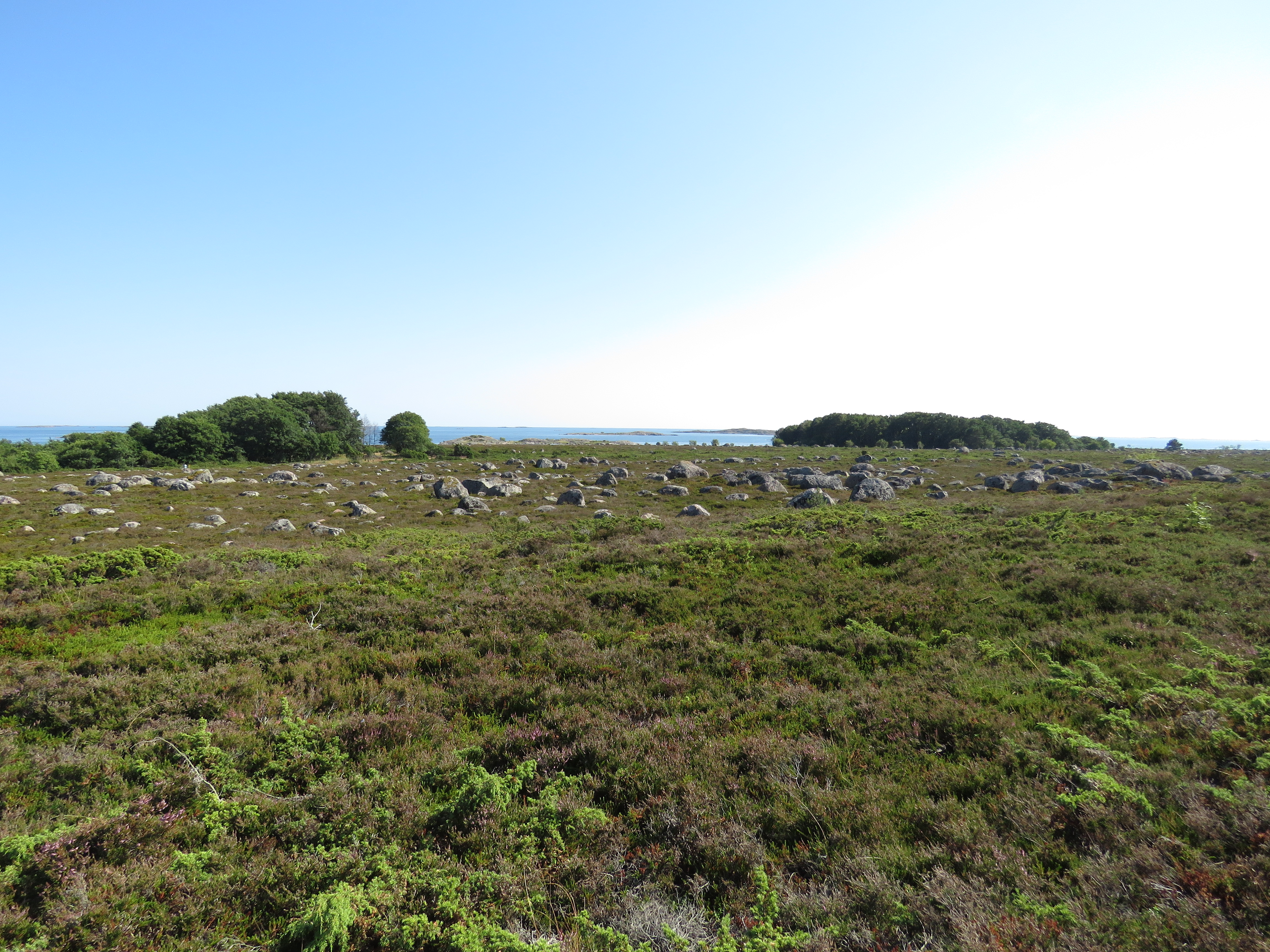
Grundvik

Jurmos natur är känslig och övernattning är önskvärda endast i hyresstugor eller på tältområden. Ön är skyddat enligt Natura 2000.

## Turism och sevärdheter
Pilgrimsvägen S:t Olovs sjöled går genom Jurmo. Vägen sträcker sig från Åbo domkyrka till Trondheim i Norge via Åland och Sverige. På Jurmo kallas vägen också Jurmo kulturstig. Kulturstigen bjuder på nedslag bland ruiner, fornlämningar och hamnplatser på Jurmo.
Listan över viktiga sevärdheter på Jurmo:
- Högberg (fungerade som utsiktsplats under finska fortsättningskriget)
- Ryssbacka (ruiner av en rysk flygstation)
- Sorgen (gammal fiskehamn fram till cirka 1930. Gammal bod med nävertak och Munksten som flankerade inloppet till hamnen)
- Kapellbacken (Jurmos högsta punkt cirka 18m över havet. Kapellruin med omgivande mur.)
- Munkringarna (Stenringar cirka 10m i diameter och 4 till antalet. Troligen övernattningsplatser för jägare, byggda senast under 1400-talet.)
- Kapellet i Grundvik (ruiner av ett kapell med kyrkogård och omgivande mur, troligen byggda under 1500-talet.)
- Jurmo kapell (byggt 1846)
- Väderkvarn

På Jurmo finns också en sommarrestaurang Jurmo Inn. I stugan Iurima kan man bekanta sig med öns historia och natur. Stugan finns i hamnen.

## Trafik
Till Jurmo åker man med förbindelsebåten m/s Baldur från Pärnäs hamn i Nagu. Resan räcker ungefär 3 timmar, och innan Jurmo anlöps Berghamn, Nötö och Aspö vid behov. Resan är gratis. Vid behov kan också taxibåtar anlitas. Körning med egen bil på Jurmo är tillåten endast för invånarna.
Största vägen på Jurmo är en smal sandväg från gästhamnen till Jurmo by och kyrkan. Vägen heter Jurmo byväg. Andra vägen som är faktiskt en gränd heter Jurmo åkershamn.

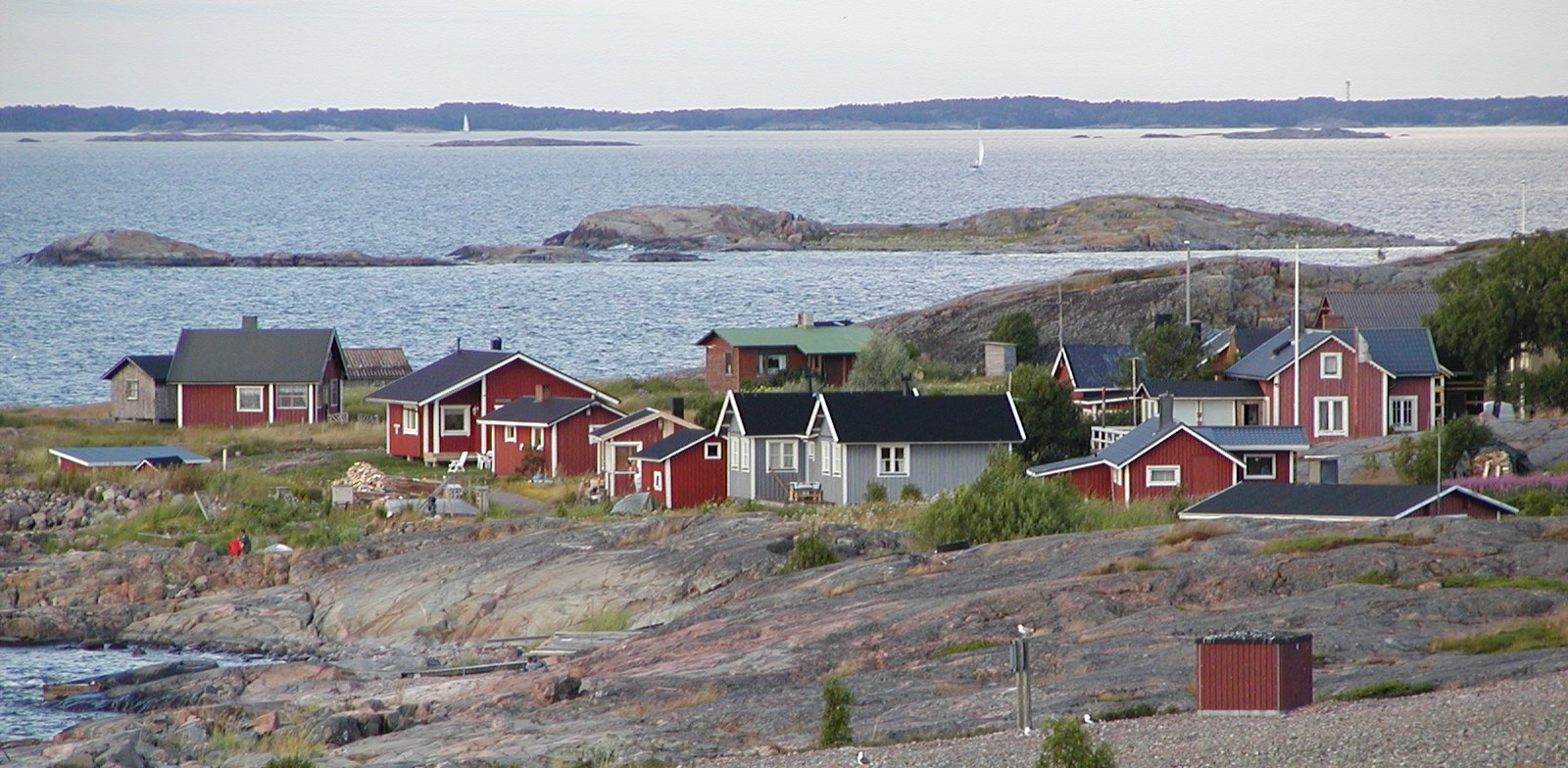
Jurmo by.